# Jean Yarbrough
Jean Yarbrough (22 d'agost de 1901 - 2 d'agost de 1975) va ser un director de cinema estatunidenc.

## Biografia
Jean Yarbrough va néixer a Marianna (Arkansas) el 22 d'agost de 1901. Va assistir a la Universitat del Sud situada a Sewanee (Tennessee). L'any 1922, Yarbrough va entrar en el negoci del cinema treballant en imatges mudes, primer com a "home d'accessoris" i després va pujar de nivell per convertir-se en assistent de direcció. El 1936, va ser un director de bona fe, primer va fer curtmetratges de comèdia i musicals per a RKO que va ser fundat per Joseph P. Kennedy entre d'altres. El seu debut com a director per a un llargmetratge va ser  Rebellious Daughters , que va ser realitzat per l'estudi de baix pressupost, Progressive Pictures el 1938.
El seu major èxit va arribar als anys 40 i 50, quan va dirigir equips de comèdia com Abbott i Costello (cinc pel·lícules: Here Come the Co-Eds, In Society, Jack and the Beanstalk, Lost in Alaska, i The Naughty Nineties), The Bowery Boys (cinc pel·lícules: Angels in Disguise, Master Minds, Triple Trouble, Crashing Las Vegas, i Hot Shots) i pel·lícules de terror com ara El ratpenat diabòlic, King of the Zombies, She-Wolf of London, i House of Horrors.
Yarbrough va trobar poques dificultats en la transició de les pel·lícules B tradicionals que estaven en declivi, al nou mitjà de televisió. Va dirigir molts episodis per a diferents sèries de televisió durant les dècades de 1950 i 1960 que són àmpliament considerades com l'Edat d'Or de la Televisió. A més de dirigir, va tenir un període de dos anys treballant com a productor i director del molt popular Abbott and Costello Show. Va dirigir alguns episodis de The Silent Service i Navy Log, també durant la dècada de 1950, que eren drames militars basats en històries reals de la Armada dels Estats Units.
Posteriorment va dirigir episodis de la sèrie western de Walter Brennan The Guns of Will Sonnett. La seva darrera pel·lícula al cinema va ser Hillbillys in a Haunted House de 1967, una barreja de comèdia, terror i música country, protagonitzada per Basil Rathbone i Lon Chaney Jr.

## Filmografia parcial
- El ratpenat diabòlic (1940)
- King of the Zombies (1941)
- The Gang's All Here (1941)
- Father Steps Out (1941)
- Let's Go Collegiate (1941)
- Good Morning, Judge (1943)
- In Society (1944)
- Moon Over Las Vegas (1944)
- Here Come The Co-Eds (1945)
- The Naughty Nineties (1945)
- House of Horrors (1946)
- Inside Job (1946)
- She-Wolf of London (1946)
- Cuban Pete (1946)
- The Brute Man (1946)
- Shed No Tears (1948)
- El gat (1948)
- The Challenge (1948)
- Holiday in Havana (1949)
- Sideshow (1950)
- According to Mrs. Hoyle (1951)
- Jack and the Beanstalk (1952)
- Lost in Alaska (1952)
- Crashing Las Vegas (1956)
- The Women of Pitcairn Island (1956)
- Footsteps in the Night (1957)
- Saintly Sinners (1962)
- Hillbillys in a Haunted House (1967)
- The Over-the-Hill Gang (1969) Telefilm